# August von Heeringen
August von Heeringen, né le 26 novembre 1855 à Cassel (Hesse) et mort le 29 septembre 1927 à Berlin, est un officier de marine allemand qui fut admiral de la marine impériale allemande et chef d'état-major de l'amirauté.

## Biographie
Heeringen appartient à une famille de l'aristocratie militaire. Il entre en 1872 dans la Kaiserliche Marine et devient par la suite collaborateur parmi les plus proches du secrétaire d'État à la marine, Tirpitz, dont le plan allait créer une véritable flotte de guerre capable de rivaliser avec la Royal Navy. Heeringen est chargé de vanter les mérites du « plan Tirpitz » et de créer des circonstances favorables pour la levée de fonds, à la tête du Nachrichtenbureau. La politique de Tirpitz est relayée grâce à lui dans la presse de l'époque, surtout à partir de 1894-1896, et dans des milieux tels que ceux de la Flottenverein, de la ligue pangermanique, ou de la société coloniale allemande. En 1897, Heeringen est à la tête du Zentralabteilung (département central) de la marine. En 1906-1907, Heeringen est de facto sous-secrétaire d'État à la marine et, de 1907 à 1910, il commande les divisions de navires de reconnaissance (Aufklärungsschiffe).
Heeringen devient chef de l'amirauté le 12 mars 1911, fonction qu'il occupe, jusqu'au 31 mars 1913. C'est donc l'un des participants du fameux conseil de guerre du 8 décembre 1912 (de) que certains historiens citent comme l'un des facteurs de la Première Guerre mondiale. Son frère, Josias von Heeringen, est à la même époque ministre de la Guerre du royaume de Prusse (depuis 1909).
À la fin de sa carrière, l'amiral von Heeringen commande la base navale de la mer du Nord située à Kiel. Sa démission acceptée par l'amiral von Pohl repose sur des causes personnelles.
Heeringen analyse la situation de la marine impériale d'un point de vue stratégique en 1912, et affirme que la marine allemande n'est pas au point par rapport à la Royal Navy.

## Décorations
- Ordre de l'Aigle rouge de Ire classe avec feuilles de chêne
- Ordre de la Couronne (Prusse) de Ire classe
- Croix de chevalier de la Maison royale de Hohenzollern
- Chevalier de l'ordre du Lion de Zaeringen
- Ordre du mérite du grand-duché de Hesse Philippe le Magnanime
- Ordre du mérite de la principauté de Waldeck
- Ordre de Frédéric de IIe classe
- Ordre des Saints-Maurice-et-Lazare
- Officier de l'ordre de la Couronne de chêne
- Ordre de Saint-Olaf de IIe classe
- Ordre de Sainte-Anne de IIe classe